# Башкироведение
Башкироведение — комплекс наук о башкирском языке, башкирской культуре, литературе, башкирском народе и его истории.
Башкироведение охватывает изучение этногенеза, башкирского языка и литературы, методику преподавания этих дисциплин, изучение башкирской речевой и духовной культуры и коммуникации носителей башкирского языка с носителями других языков.

## История
Башкироведение опиралось на сочинения средневековых авторов Балхи, Ибн Фадлан, Идриси, Масуди, Махмуд Кашгари, Плано Карпини, Рашид-ад-дин, В. Рубрук, Саллам Тарджеман, Юлиан, Якут, архивы российского делопроизводства, башкирские шежере, памятники устного и музыкального фольклора, материалы археологических экспедиций, генетики, этнологии, фольклористики.
Начало башкироведению положено в XVIII веке. В процессе Академических экспедиций 1768—1874 годов изучалась география Башкортостана, климат, изучался быт народа, башкирские обычаи и культура. Исследователи как И. Г. Георги, П. С. Паллас, И. И. Лепёхин, В. В. Радлов, С. У. Ремезов, С. Соммье, Ф. И. Страленберг, В. Н. Татищев, В. М. Флоринский и другие оставили значительный вклад в башкироведение. Материалы по истории, топографии, хозяйству, быту, менталитету и верованиям башкир были опубликованы в книге этнографа П. И. Рычкова «Топография Оренбургской губернии».
С XIX века основное место в башкироведении занимало изучение башкирского языка и письменности. Были изданы русско-башкирский и башкирско-русские словари. В к этому времени относятся публикация трудов М. Иванова, М. М. Бекчурина («Начальное руководство к изучению арабского, персидского и татарского языков с наречиями бухарцев, башкир, киргизов и жителей Туркестана», 1859), В. В. Катаринского («Краткий русско-башкирский словарь», 1893; «Башкирско-русский словарь», 1899) и др. В 1892 году для башкир был издан первый букварь на основе русского алфавита, после переиздавался в 1898 и 1908 годах. В 1907 году был издан «Букварь для башкир» А. Г. Бессонова, «Азбука для башкирского языка» Н. Ф. Катанова, в 1912 году — «Основы звукоподражания и азбука для башкир» М. А. Кулаева и другие.
Всестороннее изучение антропологии, истории, этнографии и фольклора башкир началось с конца XIX — начала XX века учёными Н. А. Аристов, В. И. Даль, Р. Г. Игнатьев, М. В. Лоссиевский, П. И. Небольсин, Д. П. Никольский, С. И. Руденко, С. Г. Рыбаков, И. С. Попов, В. И. Филоненко и др. Этнолог С. И. Руденко опубликовал монографию «Башкиры: Историко-этнографические очерки», а языковед Н. К. Дмитриев создал первую академическую «Грамматику башкирского языка». К этому времени относятся работы, написанные башкирскими авторами: М. И. Уметбаевым, Р. Ф. Фахретдиновым, Ю. С. Бикбовым и др.
В 1922 году при Наркомпросе СНК Башкирской АССР был создан Академический центр, основной задачей которого являлось изучение истории и культуры башкирского народа. В том же году было основано Общество по изучению Башкирии, в котором работали Г. В. Вахрушев, Г. Ф. Вильданов, Х. Г. Габитов, Г. И. Комиссаров, С. Г. Мрясов, П. А. Петров-Туринге, Р. Ф. Фахретдинов, почётными членами также являлись В. В. Бартольд, М. Гафури, А. А. Диваев, С. И. Руденко и другие, а председателями — И. Т. Тагиров, Ш. Х. Сюнчелей и другие. Общество издавало «Башкирский краеведческий сборник», журналы «Башкорт аймагы», «Белем» и другие.
В XX веке значительную роль в развитии науки сыграло также открытие вузов: Уфимского учительского института (1909) (ныне Уфимский университет науки и технологий), Стерлитамакского учительского института (1940), Башкирского педагогического университета (1967), Уфимского института искусств (1968) и др.
В 1932 году был основан Башкирский научно-исследовательский институт национальной культуры, который в 1951 году был переименован в Институт истории, языка и литературы Башкирского филиала АН СССР.
Свой вклад в башкироведение внесли учёные эмигранты: А. А. Валидов, Инан Абдулкадыр, Б. Э. Нольде, Г. Г. Таганов и др. Вопросы башкироведения отражены в работах учёных Венгрии, Германии, Турции, Финляндии, Франции, США (Т. Байкара, Ф. Бергдольт, И. Вашари, А. Доннелли, Э. Карр, М. Кемпер, Х. Малик, Д. Месарош, П. Паскаль, Д. Петерс, Р. Порталь, В. Проле, М. Рясянен, А. Франк, И. Эрдейи), отечественных учёных Н. К. Дмитриева, Г. Б. Хусаинова, Т. М. Гарипова и др.
Проблемы башкироведения ныне изучаются институтах Биохимии и генетики, Институте истории, языка и литературы Уфимского НЦ РАН, Центре этнологических исследований и др.

## Музеи
- Башкирский государственный художественный музей имени М. В. Нестерова.
- Музей археологии и этнографии.
- Музей современного искусства Республики Башкортостан им. Наиля Лутфуллина.
- Национальный литературный музей Республики Башкортостан.
- Национальный музей Республики Башкортостан
- Салаватский краеведческий музей
- Стерлитамакский историко-краеведческий музей
- Челябинский областной краеведческий музей

## Печать
Материалы по башкироведению публикуются в журналах «Агидель», «Ватандаш», «Вестник Академии наук Республики Башкортостан», «Ядкяр», башкирских газетах «Республика Башкортостан» и др.